# Papa Louie
Papa Louie est une série de jeux vidéo communément appelés gameria de type jeu de gestion de divers restaurants débutant avec Papa's Pizzeria sur ordinateur. Il existe des applications pour Android et iOS de ces jeux car le moteur principal de ces jeux, Adobe Flash Player, cesse de fonctionner à partir de janvier 2021.

## Système de jeu
Papa Louie est une série de jeux de gestion de restaurant où le joueur doit satisfaire les commandes des clients en préparant les plats selon leurs souhaits. Pour ce faire, le joueur doit naviguer entre quatre endroits (Stations) du restaurant, parfois trois, tout en gérant plusieurs commandes simultanément. Dans chaque jeu, quatre critères seront évalués (le plus commun étant le temps d'attente du client), chacun sur une échelle de 100 %. Selon la note finale obtenue, le client donnera plus ou moins de pourboire, pouvant aller de 0$ à 3$. Chaque client a une commande qui lui est spécifique, le joueur devra donc mémoriser cette commande au cas où le client reviendrait. En accomplissant une commande avec une note finale de 80 sur 100 ou plus, le client recevra une étoile et deviendra un Client Étoile (Star Customer) à la cinquième étoile obtenue.
À partir de Papa's Taco Mia existent les Closers. Ces clients sont plus exigeants que les clients normaux, le joueur devra donc obtenir un score élevé pour pouvoir espérer les satifaire. Un de ces Closers est Jojo, le critique culinaire. En accomplissant sa commande avec 80 points sur 100 ou plus, il attribuera au joueur le Ruban bleu (Blue Ribbon) qui augmentera le pourboire des clients de trois dollars pendant trois jours.
Parfois, un client peut arriver avec une enveloppe dorée dans le main : celle-ci contient une Recette spéciale (Special Recipe). En satisfaisant le client ayant apporté l'enveloppe avec succès, le joueur débloque la Recette spéciale qui peut ensuite être utilisée comme Recette du jour (Today's Special). Contrairement aux commandes des clients, les Recettes spéciales sont fixes et leur composition ne peut pas être changée. Chaque Recette spéciale a un effet qui lui est propre, comme une augmentation du pourboire.
À la fin d'une journée de jeu, le joueur recevra des Points d'expérience (Customer Points), le faisant monter de niveau en atteignant un certain nombre de points. De plus, plus le rang du joueur est élevé, plus il recevra d'argent lors du Jour de paie (Pay Day), intervenant tous les dimanches.
Certains jeux (dont les versions mobiles) possèdent des Magasins (Shops) où le joueur peut acheter diverses choses : il peut, par exemple, acheter des objets pour l'aider pendant son travail, de la décoration comme des tapisseries ou du mobilier pour embellir le restaurant ou encore de nouveaux vêtements pour le personnage.

## Versions

### Papa's Bakeria
Papa's Bakeria est développé par Flipline Studios et sorti le 14 mars 2016 sur Windows, Mac et Linux. Il est sorti ensuite sur Android et iOS le 16 janvier 2020. Dans ce jeu, le joueur peut incarner Cecilia, institutrice de danse, Timm, un danseur compétitif, ou un employé customisé.

#### Trame
L'histoire se déroule dans le centre commercial fictif de Whiskview Mall. Le joueur voudrait travailler dans un club de danse, en phase de recrutement, situé dans le centre commercial. Le joueur envoie une lettre de motivation et reçoit une place peu après. Il arrive confident au centre commercial seulement pour remarquer avec désespoir que le club est à louer. Au même moment, Papa Louie arrive et lui propose de travailler chez Papa's Bakeria.

### Papa's Burgeria
Papa's Burgeria est développé par Flipline Studios et sorti le 6 décembre 2010 sur Windows, Mac et Linux. Il est sorti ensuite sur Android et iOS le 20 février 2013.

### Papa's Cheeseria
Papa's Cheeseria est développé par Flipline Studios et sorti le 10 juin 2015 sur Windows, Mac et Linux. Il est sorti ensuite sur Android et iOS le 23 octobre 2019.

### Papa's Cupcakeria
Papa's Cupcakeria est développé par Flipline Studios et sorti le 7 août 2013 sur Windows, Mac et Linux. Il est sorti ensuite sur Android et iOS le 13 septembre 2015.

### Papa's Donuteria
Papa's Donuteria est développé par Flipline Studios et sorti le 16 juin 2014 sur Windows, Mac et Linux. Il est sorti ensuite sur Android et iOS le 6 juin 2019.

### Papa's Freezeria
Papa's Freezeria est développé par Flipline Studios et sorti le 5 août 2011 sur Windows, Mac et Linux. Il est sorti ensuite sur Android et iOS le 26 février 2014. Il est ensuite sorti bien plus tard sur Steam, le 31 mars 2023.

### Papa's Hot Doggeria
Papa's Hot Doggeria est développé par Flipline Studios et sorti le 19 novembre 2012 sur Windows, Mac et Linux. Il est sorti ensuite sur Android et iOS le 19 novembre 2017.

### Papa's Pancakeria
Papa's Pancakeria est développé par Flipline Studios et sorti le 5 mars 2012 sur Windows, Mac et Linux. Il est sorti ensuite sur Android et iOS le 28 octobre 2018.

### Papa's Pastaria
Papa's Pastaria est développé par Flipline Studios et sorti le 9 décembre 2013 sur Windows, Mac et Linux. Il est sorti ensuite sur Android et iOS le 6 juillet 2020.

### Papa's Pizzeria
Papa's Pizzeria est développé par Flipline Studios et sorti le 7 août 2007 sur Windows, Mac et Linux. Dans ce jeu, le joueur incarne Roy, un livreur de pizzas chargé de satisfaire les clients de la pizzeria du fameux Papa Louie. Il est le premier jeu de la série des jeux de gestion Papa Louie. Il est sorti ensuite sur Android et iOS le 7 août 2017. Dans cette version mobile nommée Papa's Pizzeria To Go!, le joueur peut désormais incarner Joy, la nièce de Papa Louie et la grande sœur de Roy.

### Papa's Scooperia
Papa's Scooperia est développé par Flipline Studios et sorti le 14 juillet 2018 sur Windows, Mac et Linux. Il est sorti ensuite sur Android et iOS le 23 juillet 2020.

### Papa's Sushiria
Papa's Sushiria est développé par Flipline Studios et sorti le 13 décembre 2016 sur Windows, Mac et Linux. Il est sorti ensuite sur Android et iOS le 21 avril 2020.

### Papa's Taco Mia!
Papa's Taco Mia! est développé par Flipline Studios et sorti le 10 mai 2011 sur Windows, Mac et Linux. Il est sorti ensuite sur Android et iOS le 20 mars 2017.

### Papa's Wingeria
Papa's Wingeria est développé par Flipline Studios et sorti le 13 juin 2012 sur Windows, Mac et Linux. Il est sorti ensuite sur Android et iOS le 21 février 2019.

### Papa's Mocharia
Papa's Mocharia est développé par Flipline Studios et sorti le 2 mars 2021. Il n'est sorti que sur Android et iOS sous le nom de Papa's Mocharia To Go.

### Papa's Cluckeria
Papa's Cluckeria est développé par Flipline Studios et sorti le 22 février 2022. Il n'est sorti que sur Android et iOS sous le nom de Papa's Cluckeria To Go.

### Papa's Paleteria To Go
Papa's Paleteria To Go est le dix-septième volet de la série de jeux de gestion du temps des restaurants Papa Louie et le troisième à être lancé exclusivement en tant qu'application mobile sans homologue de bureau. Situé dans le lieu animé de San Fresco Wharf, le jeu présente les prouesses culinaires des champions Papa's Next Chefs 2023, Hacky Zak et Liezel. Son annonce le 19 octobre 2023 a précédé sa sortie officielle le 7 mars 2024 pour les plateformes iOS et Amazon, suivie d'une sortie Android le 12 mars 2024[réf. nécessaire]. 